# Аяд Актар
Аяд Актар (на английски: Ayad Akhtar) е американски драматург, актьор, сценарист и писател на произведения в жанра драма.

## Биография и творчество
Аяд Актар е роден на 28 октомври 1970 г. в Статън Айлънд, Ню Йорк, САЩ. Има пакистански призход, родителите му са медици, кардиолог и рентгеноложка, емигрирали в САЩ през 60-те години. Израства в Милуоки, Уисконсин. Заинтересован е от литературата от гимназията. Следва театър и религия в Университет „Браун“, където започва да участва и да режисира студентски пиеси.
След дипломирането си се премества в Италия, със стипендия за Американската академия в Рим, за да работи с Йежи Гротовски, като става негов асистент. След завръщането си в САЩ преподава актьорско майсторство заедно с режисьора Андре Грегъри. Получава магистърска степен по изящни изкуства по специалност филмова режисура от Университетското училище по изкуства на Колумбийския университет.
Първият му роман „Американски дервиш“ е издаден през 2012 г. Той е история за навършване на пълнолетие за пакистанско-американския младеж Хаят, израснал в Милуоки, който е запленен от красивата интелигентна Мина, най-добрата приятелка на майка му. Тя е изоставена от съпруга си в Пакистан и се премества с четиригодишния си син в дома на родителите му, ставайки духовен наставник и кумир на Хаят. Романът е за сблъсъка между религиозните предразсъдъци и модерния свят, за любовта, вината и прошката. Той получава висока оценка на критиката. Публикуван е на над 20 езика по света.
Първата му продуцирана пиеса е „Disgraced“ (Опозорен) в театъра в Чикаго, а после в „Lincoln Center“ в Ню Йорк през 2013 г. Щастливият и влюбен корпоративен адвокат Амир Капур и съпругата му, художничката Емили, си организират интимна вечеря в апартамента си в Горен Ийст Сайд, но започналият приятелски разговор, скоро прераства в нещо много по-лошо. Пиесата печели наградата „Обие“ и наградата „Пулицър“ за драма за 2013 г.
През 2020 г. е издаден вторият му роман „Homeland Elegies“ (Родни елегии). Чрез историята на живота на Ахтар, син на мюсюлмански имигранти, съчетавайки факти и измислици свързани с 11 септември, представя свят, в който дълговете са съсипали безброй животи, където боговете на финансите управляват, където имигрантите живеят в страх и където незарасналите рани на нацията предизвикват опустошения по целия свят – от град в сърцето на Америка, през дворците в Централна Европа, до партизанските лагери в планините на Афганистан.
Творбите му обхващат различни теми, включително американско-мюсюлманския опит, религията и икономиката, имиграцията и идентичността.
На 2 декември 2020 г. е избран за президент на PEN Америка.
Аяд Актар живее със семейството си в Ню Йорк.

## Произведения

### Самостоятелни романи
- American Dervish (2012)
Американски дервиш, изд.: ИК „Обсидиан“, София (2012), прев. Здравка Славянова
- Homeland Elegies (2020)

### Пиеси
- Disgraced (2013) – награда „Пулицър“
- The Who & the What (2014)
- The Invisible Hand (2015)
- Junk (2017)

### Екранизации
- 2002 Life Document 2: Identity
- 2005 The War Within